# Amel Hamrouni
Pour les articles homonymes, voir Hamrouni.
Ne doit pas être confondu avec Amal Hamrouni.
Amel Hamrouni, née le 7 avril 1961 à El Hamma, est une chanteuse tunisienne engagée.
D'abord membre du groupe Al Bahth Al Moussiqi (ar) de 1980 à 2004, elle fonde, à partir de 2005, le duo Oyoun Al Kalam avec le oudiste et compositeur Khémaïes Bahri.
Parallèlement à sa carrière artistique, la femme est une militante de la gauche tunisienne.

## Biographie
Elle naît à El Hamma dans le sud de la Tunisie, d'un père infirmier, originaire de Gabès, et d'une mère fonctionnaire des PTT, originaire d'El Hamma. En 1962, alors qu'elle a un an, elle s'installe avec ses parents, mutés à Gabès, chez ses grands-parents qui habitent à Aïn Slem. C'est dans ce quartier situé au centre-ville qu'elle passe la première partie de son enfance, jusqu'à l'âge de cinq ans, le temps que ses parents finissent de faire construire leur propre maison dans la cité El Mansourah.
De 1966 à 1972, elle suit ses études primaires à l'école Ben Attia (aujourd'hui un lycée), à mi-chemin entre le souk de Jara et Bab Bhar. Après avoir obtenu le certificat de fin d'études primaires, elle rejoint le collège Sidi Marzoug (aujourd'hui également un lycée). En 1975, elle poursuit son second cycle au lycée mixte El Manara, à l'époque où cet établissement, le seul du gouvernorat de Gabès, compte jusqu'à 4 500 élèves.
Bachelière en 1979, elle prépare un diplôme à l'École nationale d'administration de Tunis. En 1984, l'énarque entre dans les services du ministère des Finances.

## Carrière artistique

### Al Bahth

#### Débuts
En 1979, un groupe de cinq étudiants décident de fonder à Gabès l'ensemble musical Al Bahth Al Moussiqi (ar). Initialement, il est constitué par Hamrouni et quatre musiciens : Khaled et Chokri Hamrouni, respectivement frère et cousin de la chanteuse, Nebrass Chammam et Tawhid Azouzi, le futur mari de la chanteuse. En 1982, Khémaïes Bahri, frais bachelier, rejoint le groupe. Al Bahth s'inscrit dans la droite file de Hammadi Lajimi et Hédi Guella, promoteurs du genre en Tunisie et disciples de Cheikh Imam. Dès sa fondation, l'ensemble œuvre pour faire de la chanson alternative un levier d'éveil de la conscience civique.

#### Ascension
Tout au long des années 1980, c'est surtout sur les campus ou dans les locaux de l'Union générale tunisienne du travail que le groupe se produit. Toutefois, on les retrouve aussi à la Ligue tunisienne des droits de l'homme et dans d'autres arènes de la politique nationale.
Tout en reprenant un certain nombre de titres de Cheikh Imam, de nombreuses chansons de leur propre répertoire deviennent populaires, dont Héla héla ya matar, écrite par Adam Fethi (ar), et Lebsissa de Belgacem Yakoubi.

#### Prix RFI
En 1987, Amel Hamrouni est l'une des lauréates du prix « RFI Musiques du monde ». Un an plus tôt, le même prix a été décerné au Tunisien Zine Essafi et, un an plus tard, il est accordé à un troisième Tunisien, Mohamed Bhar. Cette triple distinction pour la chanson alternative tunisienne n'honore pas que des interprètes et des compositeurs, elle est aussi une reconnaissance du mérite des poètes et paroliers interprétés.

#### Baptême de la télévision
Au mois d'octobre 1987, l'animateur de la télévision nationale tunisienne, Néjib Khattab, invite Amel Hamrouni, seule et à titre de lauréate du prix RFI, à son émission Laou samahtom (« Si vous permettez »). La Tunisie est alors encore présidée par Habib Bourguiba et l'animateur semble ne pas avoir les coudées franches pour inviter tout le groupe. La chanteuse décline l'invitation, expliquant qu'elle fait partie d'un groupe. Trois mois plus tard, profitant de l'état de grâce qui suit l'accession au pouvoir de Zine el-Abidine Ben Ali, l'animateur de télévision réitère son invitation en l'adressant cette fois-ci à tout le groupe ; c'est la première apparition d'Al Bahth à la télévision.

### Années de braise
Avant l'arrivée de Ben Ali au pouvoir en novembre 1987, la répression politique frappe Amel Hamrouni à travers son mari, Tawhid Azouzi. Celui-ci est arrêté et incarcéré en 1986 pour appartenance au Parti communiste des ouvriers de Tunisie (PCOT). Il est incarcéré une seconde fois en 1992, avec Khémaïes Bahri et d'autres membres du PCOT. Hamrouni, alors jeune mère allaitant encore son bébé, tout en subissant l'inconfort d'une telle situation, ne ménage aucun effort pour soutenir son mari et ses camarades sous les verrous.
Privé de deux de ses musiciens, mais aussi de l'unique chanteuse en raison de sa mauvaise passe, Al Bahth est contraint de suspendre ses activités en 1992. Il n'est pas le seul à pâtir de la dictature : l'étau se resserre aussi autour d'autres groupes musicaux, comme Oushag Al Watan et Ouled Al Manajim (ar), ou d'autres chanteurs tels que Mohamed Bhar, contraint de s'installer en France en 1999.

### Implosion du groupe
Dès 1995, des dissensions intestines commencent à affaiblir le groupe. Néanmoins, celui-ci tente un premier retour sur scène après la sortie de prison de ses deux musiciens, Bahri et Azouzi. Il donne quatre concerts, avec un orchestre de quarante instrumentistes dirigé par Ridha Chmekh. Toutefois, ce premier retour sur scène ne va pas plus loin. En 2004, à l’initiative de la section tunisoise de l'Union générale tunisienne du travail, le groupe remonte sur scène après huit ans d'absence. Toutefois cela n'empêche pas son implosion peu de temps après. Alors que certains de ses membres prennent une retraite anticipée, d'autres s'attellent à la relance de l'ensemble : celui-ci renaît en 2005 mais sans Bahri et Hamrouni.

### Oyoun Al Kalam

#### Naissance du groupe
Ces derniers décident en effet de créer leur propre duo au moment même où Al Bahth se restructure avec Nebrass Chammam et de nouveaux membres. En choisissant son nom, le duo reste fidèle à la souche dont il est né : c'est toujours dans la filiation de Cheikh Imam, père de la chanson arabe alternative, qu'il positionne son genre musical. En effet, Oyoun Al Kalam (« Les Yeux des mots ») est le titre d'une chanson de Cheikh Imam, écrite par Ahmed Fouad Najm en 1970. Ce poète égyptien purge alors une peine de prison au pénitencier Al Qanater, à 25 kilomètres du Caire. De son vivant, dès 1973, Cheikh Imam ouvre constamment ses concerts par cette chanson.

#### Martyrs et devoir de mémoire
C'est au sein de ce duo que la chanteuse et son ami Khémaïs Bahri traversent tant bien que mal les cinq dernières années de la dictature de Ben Ali. Cependant, leurs chansons, notamment Ya chahid, reprise de Lazhar Dhaoui (ar) qui la dédiait en 1984 au martyr des émeutes du pain Fadhel Sassi, annoncent la révolution de 2011.

#### Révolution et déboires

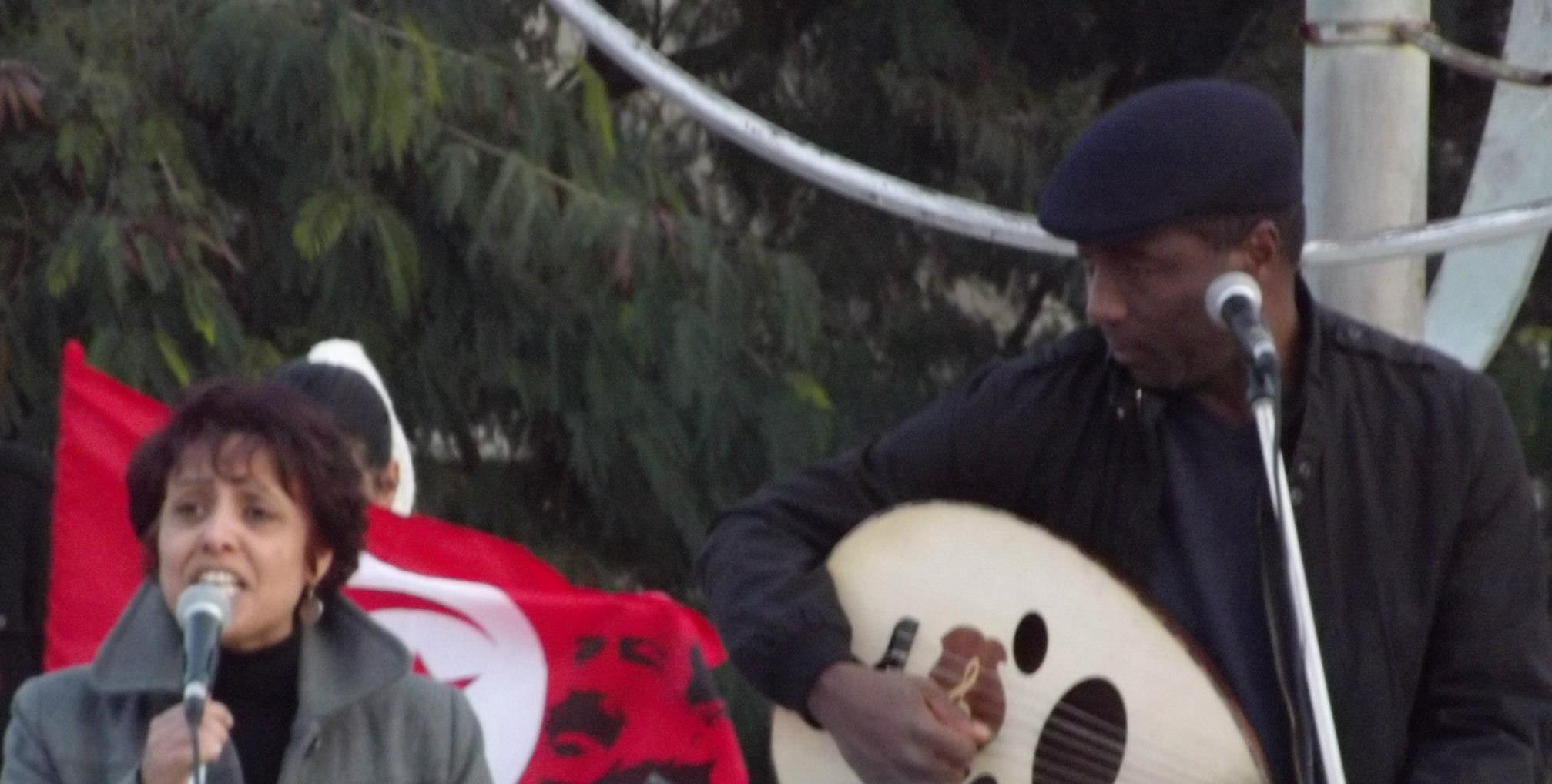
Amel Hamrouni en duo avec Khémaïs Bahri lors d'un concert à la suite de l'assassinat de Chokri Belaïd.

Après la révolution, un autre combat attend le duo, pas moins ardu que le précédent : la résistance contre les forces de l'obscurantisme. La chanteuse déclare en effet, à la suite de la victoire des islamistes d'Ennahdha aux premières élections suivant la révolution : « Je suis passée de l’euphorie à l’incompréhension, l’inquiétude, la tristesse, la colère et maintenant à une envie farouche de me battre et de résister pour défendre un idéal commun ».

### Paroliers
Avec Al Bahth ou Oyoun Al Kalam, Amel Hamrouni chante les textes de nombreux paroliers dont Mohamed Sghaïer Ouled Ahmed, Adam Fethi (ar), Taïeb Bouallègue, Abdeljabbar El Euch, Naceur Redissi, Touhami Chaïeb, Néji Khachnaoui et Ahmad Matar, Taoufik Ziyad ou encore Souad al-Sabah.

### Répertoire

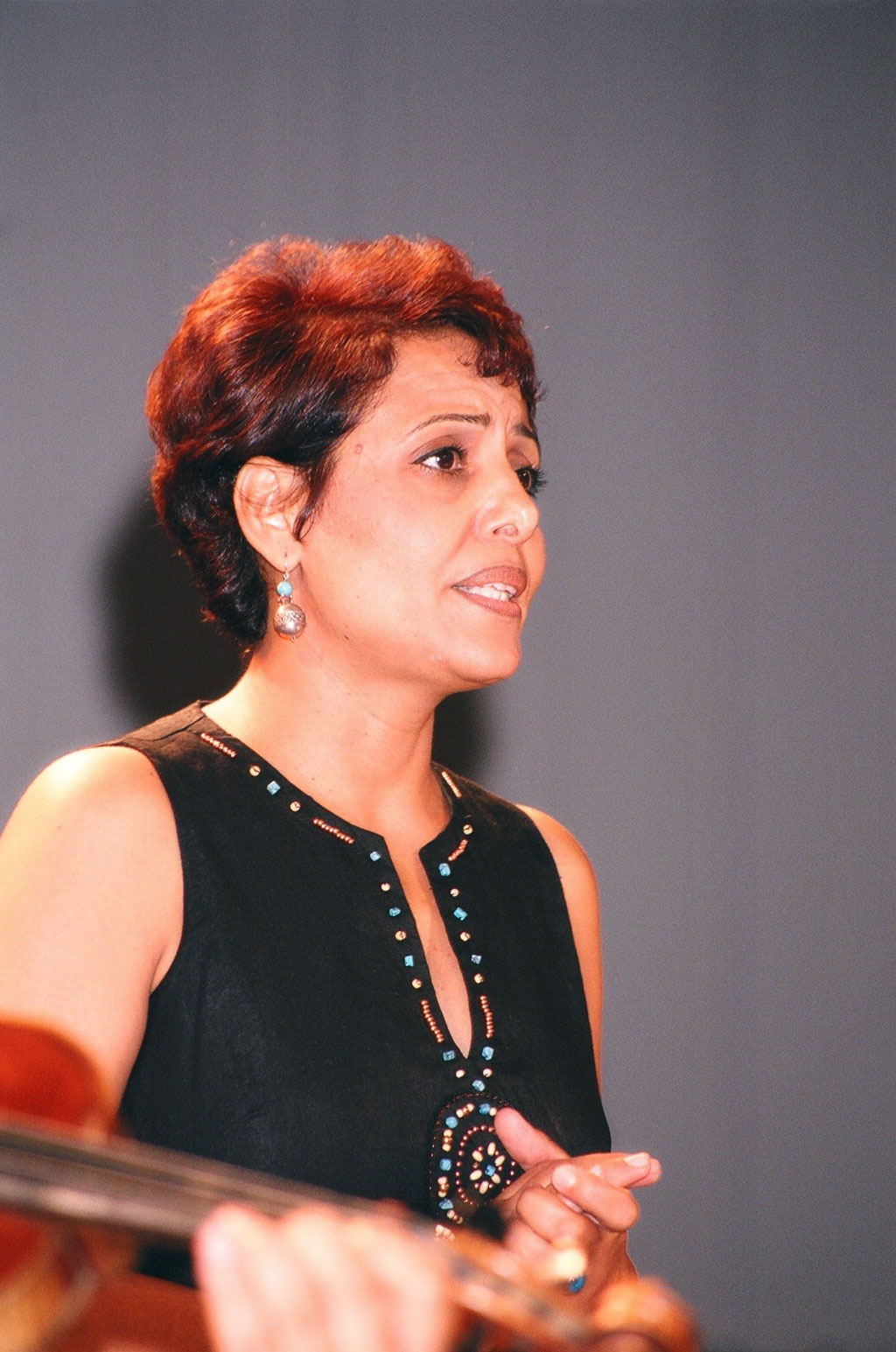
Amel Hamrouni en concert à Gabès en juillet 2015

On recense de nombreuses chansons dans le répertoire de l'artiste et ses groupes successifs. Les plus populaires sont les suivantes :

#### Al Bahth
- Le jour de mon martyr (يوم استشهادي)
- La bsissa (بسيسة)
- Les jours qui nous séparent (الأيام فراقة)
- Bienvenue pluie (هيلا هيلا يا مطر)
- Le palmier de l'oued beylical (نخلة واد الباي)
- Mère, ne pleure pas (يا أمي لا تبكي)
- Hymne de la victoire (نشيد الانتصار)
- Medjerda (مجردة)
- Guevara est de retour (جيفارا آت)

#### Oyoun Al Kalam
- Toujours ayant du souffle (مازال فيك أنفاس)
- Trame d'imaginaire (نسج خيال)
- Les femmes de mon pays (نساء بلادي)
- Question de principe (مسألة مبدأ)
- Pancarte (لافتة)
- Mohammed al-Durah (محمد الدرة)
- La belle (الباهية)
- Rythme de la vie (ايقاع الحياة)
- Rim Maâtoug (رجيم معتوق)

#### Reprises
- Ô martyr (يا شهيد)
- Les yeux des mots (عيون الكلام)

## Militante politique
En 1986, dès sa création, elle adhère au Parti communiste des ouvriers tunisiens. À partir de 1995, tout en restant solidaire de ce parti, elle se déclare indépendante.
Lors de l'élection du 23 octobre 2011, elle est tête de liste du Pôle démocratique moderniste, une coalition circonstancielle formée de divers partis de gauche, dans la circonscription de Gabès.
À partir de 2012, après la fusion de nombreuses formations politiques de gauche au sein du Front populaire, Amel Hamrouni poursuit sa lutte politique en tant que frontiste. Lors des élections législatives tunisiennes de 2014, d'abord annoncée candidate du Front populaire dans la circonscription de Gabès, elle se désiste finalement en faveur de Rafiâa Chabchoub.